# Orthopodomyia arboricollis
Orthopodomyia arboricollis is een muggensoort uit de familie van de steekmuggen (Culicidae). De wetenschappelijke naam van de soort is voor het eerst geldig gepubliceerd in 1908 door de Charmoy.